# Николаев, Пантелеймон Егорович
Пантелеймон Егорович Николаев
(фамилия при рождении Леоньтев) (1838—1916) — участник русско-турецкой войны 1877—1878, полный кавалер Знака Отличия Военного ордена.

## Биография
Николаев Пантелеймон Егорович родился в семье крестьянина эрзя Егора Степановича Леоньтева в селе Косогоры в 1847 году. Пантелея Егоровича призвали в армию вместо соседей, которые были непригодны к службе. Служба в армии длилась 9 лет и пришлась на русско-турецкую войну 1877—1878, где за храбрость он был награждён четырьмя крестами Знака Отличия Военного ордена, именной шашкой, и кисетом, вышитым золотом. На службе поменял фамилию на Николаев, что бы не быть однофамильцем с беспослужбными соседями (вместо которых его призвали).
Был очень уважаем в селе: в церкви у него было свое место; все ему кланялись, даже священник; на масленицу пока Пантелеймон Егорович не выежал на лошадях, все остальные жители ждали и только потом присоединялись.
Имел богатое хозяйство: 2-3х лошадей, корову и овец; одним из первых построил пятистенный дом.
От двух детей у него было 12 внуков.
Умер в 1916 году, после смерти его награды были переданы в церковь и в 1930е были переданы священником его сыну Василию Пантелеймоновичу, сгорели вмести с большой частью села в 1930е.